# Чень Кайге
Чень Кайге (кит.: 陈凯歌, нар. 12 серпня 1952 ) — китайський кінорежисер, неоднаразовий лауреат міжнародних премій.

## Життєпис
Народився у 1952 році у Пекіні. Був сином відомого режисера Чень Хуай'ая. За часи культурн революції долучився до хунвейбінів. Виступив проти діяльності батька. У 1978 році поступив до Пекінської кіноакадемії, яку закінчив у 1982 році.
Дебютним повнометражним фільмом Ченя стала «Жовта земля», яку він випустив у 1984 році. Цією стрічкою молодий режисер одразу привернув до себе увагу: «Жовта земля» була включена до конкурсу фестивалю в Локарно і отримала там приз «Срібний леопард». У 1988 році Чень вперше був запрошений на Каннський кінофестиваль, але справжній міжнародний успіх принесла йому картина «Прощай, моя наложниця» у 1993 році, що зібрала велику кількість нагород, включаючи «Золоту пальмову гілку» та премію BAFTA.
Після успіху «Прощавай, моя наложнице» Чень у 1990-ті поставив ще два історичних фільми: «Місяць-спокусник» (1996 рік) та «Імператор і вбивця» (1998 рік). У 2002 році вийшов його перший (і натепер єдиний) англомовний фільм «Убий мене ніжно». Стрічка «Клятва» у 2005 році окреслила перехід режисера до нового стилю, що значно відрізняється від попередніх його робіт.
Чень також знявся в декількох фільмах, зокрема у фільмі Бернардо Бертолуччі «Останній імператор» у 1987 році та його власних «Імператор і вбивця» й «Разом».
Його фільм 2012 року «Спіймана в тенета», був обраний на 85-ту церемонію вручення премії Оскар в номінації «Найкращий фільм іноземною мовою».